# Thrasher Presents Skate and Destroy
Thrasher Presents Skate and Destroy (также известная, как Thrasher: Skate And Destroy) — спортивный симулятор скейтбординга, разработанный студией Z-Axis и изданный компанией Rockstar Games в 1999 году для консоли PlayStation. Игру также хотели выпустить на Game Boy Color, но вскоре проект был отменён.
Игра получила высокие баллы как от IGN, так и от GameSpot, они говорили, что проект «технически превосходит Tony Hawk». Но графика даже на то время была не из лучших, из за этого игру многие проигнорировали.

## Геймплей
Цель игры состоит в том, чтобы выбрать одного из шести вымышленных скейтеров и пройти в общей сложности 12 уровней, продвигаясь по всему миру и набирая спонсоров. В конце игры твой персонаж появляется на главной странице журнала Thrasher, от которого берет название сама игра.
Многие редакции отметили, что в игре более реалистичное управление и его компоновка, чем у Tony Hawk, что даже усложнило игру от Thrasher. Как и в других спортивных симуляторах от компании Z-Axis, в игре присутстувует физика ragdoll. В соответствии с реализмом игры, игрок может сломать свой скейтборд или даже кости, если он будет сильно врезаться (особенно если игрок делает это в движущиеся транспортные средства). Если ты разрушил свой скейтборд или кости, единственное, что ты можешь сделать — это перезапустить игру, потеряв при этом весь прогресс на уровне.

### Карьера
Карьера, которая в данной игре называется Skate Mode — это основной игровой режим, в котором игрок продвигается через 12 различных уровней в серии двухминутных пробежек. Когда игрок заходит на уровень, ему даётся свобода действий — игрок может полностью изучить игровую локацию и потренироваться. После тренировки игроку нужно нажать кнопку Select на геймпаде, чтобы начать полноценный уровень. Затем у игрока есть две минуты на то, чтобы получить высокий балл, необходимый для завершения уровня. Самые главные правила — не сломать свой скейтборд и не быть арестованным полицейскими.
В режиме соревнования (англ. Competition Mode) главная цель такая же, только здесь игрок может получать очки только за самые сложные трюки. Так же игрок не может повторять одни и те же трюки в одном и том же месте, поэтому он должен использовать обширный выбор различных трюков, мест, и объектов на уровне.
В определенные моменты игры игроку также предлагается выбор спонсоров. Изначально игроку предлагается выбрать одного из трёх предложенных ему спонсоров. Спонсоры дают персонажу различную одежду, которую можно надеть на него.

### Мультиплеер
Всего доступно 7 многопользовательских режимов для 2 игроков. Точно так же, как в Dave Mirra Freestyle BMX, во всех режимах игроки катаются не одновременно, а по очереди. Вот список многопользовательских режимов:
- Session — У каждого игрока есть две минуты, чтобы побить счет друг друга.
- Nickel Bag — Игроки по очереди делают трюки. Выигрывает тот, кто получил самый высокий балл.
- H.O.R.S.E. — Один игрок делает трюк, затем другой должен повторить его. Если он этого не делает, ему присваивается одна из букв слова horse (лошадь). Первый игрок, который получит все буквы, написав слово, проигрывает.
- Top Dog — Каждый игрок по очереди делает трюки в пяти разных местах. Выигрывает игрок с самым высоким баллом.
- Sick Fix — Используя физику ragdoll, игроки по очереди наносят наибольший урон персонажу, врезаясь в различные объекты на уровне. Выигрывает игрок с самым высоким баллом.
- Long Grind — Самый длинный гринд на уровне победит.
- Big Wallride — Игрок, который проехал по стене выше всех — выигрывает.

### Персонажи
В игре есть шесть вымышленных персонажей на выбор. Игроки могут переименовать и переодеть (если разблокирована одежда) любого персонажа, если это необходимо. Каждый персонаж имеет разную статистику. Это означает, что некоторые трюки у определённого персонажа будут выполняться легче. Кроме того, каждый персонаж также имеет специальный приём, который выполняется с помощью определенной комбинации.

## Саундтрек
Все песни в игре относятся к жанру хип-хопа и представляют собой классический хип-хоп конца 1980-х и начала 1990-х годов. В руководстве по игре есть даже двухстраничный раздел, посвященный истории хип-хопа.

## Оценки
| Сводный рейтинг    | Сводный рейтинг |
| Агрегатор          | Оценка          |
| ------------------ | --------------- |
| GameRankings       | 73,03 %         |
| Иноязычные издания |                 |
| Издание            | Оценка          |
| AllGame            | [ 2 ]           |
| Edge               | 6/10            |
| EGM                | 6,75/10         |
| Game Informer      | 8/10            |
| GamePro            | [ 6 ]           |
| GameSpot           | 8,1/10          |
| IGN                | 8,5/10          |
| Jeuxvideo.com      | 17/20           |
| Next Generation    | [ 8 ]           |
| OPM                | [ 9 ]           |

Игра была хорошо принята в игровой прессе, получив в среднем 73,03 % от 15 сайтов обзора.